# La Musa
La Musa (o Donna che legge) è un dipinto a olio su tela di medie dimensioni (130x162 cm), realizzato nel 1935 dal pittore spagnolo Pablo Picasso. È conservato nel Centre Pompidou di Parigi.
Tra il 1934 ed il 1937 Picasso dipinse una serie di donne che leggono, disegnano e studiano.
L'opera rappresenta Dora Maar, una fotografa e artista donna, che nel quadro legge.
Appartiene alla corrente artistica del cubismo.
Esprime la loro relazione emotiva 